# فیشباخ (تاونوس)
فیشباخ (به آلمانی: Fischbach) یک منطقهٔ مسکونی در آلمان است که در کلکهایم (تانوس) واقع شده‌است. فیشباخ ۶٬۰۰۰ نفر جمعیت دارد.